# Memoriał Mariana Rosego 1981
Memoriał Mariana Rosego 1981 – 8. edycja turnieju żużlowego, który miał na celu upamiętnienie polskiego żużlowca Mariana Rosego, który zginął tragicznie w 1970 roku, odbyła się 26 lipca 1981 roku w Toruniu. Turniej wygrał Zenon Plech.

## Wyniki
- Toruń, 26 lipca 1981
- Sędzia: Ryszard Kowalski

| Msc. | Zawodnik                   | Klub      | Pkt  |             |  |
| ---- | -------------------------- | --------- | ---- | ----------- |  |
| 1    | Zenon Plech                | Gdańsk    | 14   | (3,3,3,3,2) |  |
| 2    | Eugeniusz Błaszak          | Gniezno   | 12+3 | (2,1,3,3,3) |  |
| 3    | Jan Ząbik                  | Toruń     | 12+2 | (2,3,2,3,2) |  |
| 4    | Wojciech Żabiałowicz       | Toruń     | 12+1 | (1,3,2,3,3) |  |
| 5    | Marek Ziarnik              | Bydgoszcz | 9    | (3,2,2,2,w) |  |
| 6    | Bogdan Skrobisz            | Gdańsk    | 8    | (3,0,3,0,2) |  |
| 7    | Kazimierz Wójcik           | Gniezno   | 8    | (1,1,3,0,3) |  |
| 8    | Paweł Bukiej               | Bydgoszcz | 8    | (2,2,2,1,1) |  |
| 9    | Wojciech Kaczmarek         | Gniezno   | 7    | (1,2,0,1,3) |  |
| 10   | Eugeniusz Miastkowski      | Toruń     | 6    | (1,1,1,1,2) |  |
| 11   | Heinrich Schatzer          | Austria   | 5    | (0,3,0,2,w) |  |
| 12   | Andrzej Marynowski         | Gdańsk    | 5    | (3,0,1,0,1) |  |
| 13   | Bolesław Proch             | Bydgoszcz | 5    | (0,2,0,2,1) |  |
| 14   | Ake Germardsson            | Szwecja   | 2    | (2,0,0)     |  |
| 15   | Tadeusz Wiśniewski         | Toruń     | 2    | (1,1,0)     |  |
| 16   | Christer Sjöblom           | Szwecja   | 1    | (0,0,1,0,0) |  |
|      | rez. Marek Kończykowski    | Toruń     |      | (0,1)       |  |
|      | rez. Krzysztof Kwiatkowski | Toruń     |      | (2,1)       |  |

Bieg po biegu
1. [71,40] Plech, Ząbik, Wójcik, Proch
2. [71,20] Skrobisz, Błaszak, Żabiałowicz, Kończykowski
3. [72,40] Marynowski, Germardsson, Miastkowski, Sjöblom
4. [71,80] Ziarnik, Bukiej, Kaczmarek, Schatzer
5. [71,00] Ząbik, Bukiej, Miastkowski, Skrobisz
6. [71,20] Schatzer, Proch, Błaszak, Germardsson
7. [71,00] Plech, Ziarnik, Kończykowski, Marynowski
8. [70,60] Żabiałowicz, Kaczmarek, Wójcik, Sjöblom
9. [70,00] Błaszak, Ząbik, Marynowski, Kaczmarek
10. [71,80] Skrobisz, Ziarnik, Sjöblom, Proch
11. [70,20] Plech, Żabiałowicz, Miastkowski, Schatzer
12. [71,20] Wójcik, Bukiej, Wiśniewski, Germardsson
13. [70,00] Ząbik, Schatzer, Wiśniewski, Sjöblom
14. [71,00] Żabiałowicz, Proch, Bukiej, Marynowski
15. [70,40] Plech, Kwiatkowski, Kaczmarek, Skrobisz
16. [70,80] Błaszak, Ziarnik, Miastkowski, Wójcik
17. [71,00] Żabiałowicz, Ząbik, Kwiatkowski, Ziarnik (w)
18. [70,60] Kaczmarek, Miastkowski, Proch, Wiśniewski
19. [70,00] Błaszak, Plech, Bukiej, Sjöblom
20. [72,80] Wójcik, Skrobisz, Marynowski, Schatzer (w)

### Bieg dodatkowy o 2. i 3. miejsce
1. Błaszak, Ząbik, Żabiałowicz